# Обсада на Йерусалим (70)
Вижте пояснителната страница за други значения на Обсада на Йерусалим.
Обсадата на Йерусалим през февруари-септември 70 година е решаващото сражение на Първата юдейско-римска война.
Йерусалим, който след началото на бунта през 66 година се намира под контрола на еврейските бунтовници, е обсаден от римска армия, водена от бъдещия император Тит. Римляните преодоляват на няколко етапа укрепленията на града, поставяйки го под пълен контрол на 7 септември. След превземането те унищожават Втория храм, разрушават града и избиват голяма част от жителите му. Превземането на Йерусалим изиграва важна роля в историята на евреите и за развитието на юдаизма, като годишнината от него и днес се отбелязва с празника Девети ав.